# Jens König (Fußballspieler)
Jens König (* 7. März 1965 in Schmölln) ist ein ehemaliger deutscher Fußballspieler. In der höchsten Spielklasse des DDR-Fußballs, der Oberliga, spielte er für den FC Rot-Weiß Erfurt und die BSG Wismut Aue.

## Sportliche Laufbahn

### Im Bereich des DFV
Über die landwirtschaftliche Betriebssportgemeinschaft (BSG) Traktor Altenkirchen und die Nachwuchsabteilungen des 1. FC Lokomotive Leipzig und der BSG Motor Altenburg, bei der er bereits im Spieljahr 1982/83 erste Erfahrungen durch Ligaeinsätze im überregionalen Männerfußball der DDR sammeln konnte, kam der Automechaniker König im Sommer 1984 zum drittklassigen Bezirksligisten BSG Motor Weimar. Die Weimarer, in der Vorsaison aus der Liga abgestiegen, schafften mit König am Ende der Saison 1984/85 durch den Gewinn der Erfurter Bezirksmeisterschaft und einen 2. Platz in der Aufstiegsrunde die sofortige Rückkehr in die Zweitklassigkeit. König spielte noch die Saison 1985/86 mit Weimar in der DDR-Liga, danach wechselte er zum Oberligisten FC Rot-Weiß Erfurt, dem benachbarten Fußballschwerpunkt der Region. Dort wurde König zunächst der 2. Mannschaft zugewiesen, die als Absteiger in der Bezirksliga spielte. Trainer Hans Meyer setzte den 1,87 Meter großen König aber auch in der Oberligamannschaft ein, in der dieser zwischen dem 4. und 25. Spieltag zwölf Punktspiele bestritt. Er stand allerdings nur fünfmal in der Startelf und absolvierte nur zwei Begegnungen über die volle Spieldauer.
Nach nur einer Saison wechselte König im Sommer 1987 zurück zu Motor Weimar, konnte sich dort aber für den erneuten Sprung in die Oberliga, dieses Mal zur BSG Wismut Aue bereits im September desselben Jahres, anbieten. Bis Oktober 1987 absolvierte er drei Oberligaspiele für die Auer. Ab November 1987 musste König dann seinen Armeedienst leisten und stand deshalb der Mannschaft nicht zur Verfügung. Bei der ASG Vorwärts Delitzsch half er 1988/89 beim Erringen des Leipziger Bezirksmeistertitels maßgeblich mit, bevor er bereits im Frühjahr 1989 nach dem Ausscheiden aus der NVA ins Erzgebirge zurückkehrte. Bis zum Ende der Saison kam er noch in sechs weiteren Oberligaspielen der BSG Wismut zum Einsatz, nur viermal für 90 Minuten. Am 12. Juli 1989 nutzte König ein Intertotospiel im schwedischen Örgryte zusammen mit seinen Mannschaftskameraden André Köhler und Thomas Weiß zur Flucht in die Bundesrepublik. Unter dem Vorwand, in einem Laden für zollfreie Waren einkaufen zu wollen, erhielten sie vom Delegationsleiter ihre Ausweispapiere. Die drei Spieler verließen Schweden mit einem Fährschiff nach Kiel, meldeten sich dort beim Bundesgrenzschutz, der sie an die Sozialbehörde weitervermittelte. Die drei Spieler nahmen kurz nach der Ankunft am Training des FC Schalke 04, dann des FC St. Pauli teil.
Nachdem es mit den Hamburgern zu keinem Vertragsabschluss gekommen war, unterzeichnete er einen Kontrakt mit dem Bundesligisten Eintracht Frankfurt. Inzwischen hatte jedoch der DDR-Fußball-Verband bei der FIFA eine Sperre wegen unerlaubten Vereinswechsels erwirkt, sodass König bei der Eintracht nicht zum Einsatz kommen konnte. Nach dem Mauerfall kehrte er – mittlerweile als Bürger der Bundesrepublik – Anfang Februar 1990 in die DDR zu Wismut Aue zurück und nahm wieder die DDR-Staatsbürgerschaft an. Für Wismut Aue bestritt er ab dem 17. März 1990 noch neun Oberligaspiele. Am Saisonende stieg er mit Wismut in die NOFV-Liga ab. In der Ligasaison 1990/91 gehörte König von Beginn an zur Stammmannschaft, von den 30 Punktspielen bestritt er als Mittelfeldspieler 21 Begegnungen und erzielte fünf Tore. Da sich die Wismut-Mannschaft als Tabellenzweiter nicht für den Profifußball qualifizieren konnte, verließ König zum Saisonende Aue endgültig. In seinen vier Spielzeiten für die Auer hatte 44 Pflichtspiele absolviert und fünf Tore geschossen. In der DDR-Oberliga wurde er in 18 Begegnungen eingesetzt, in denen er ohne Torerfolg blieb.

### Spieler in der Bundesrepublik
In der Saison 1991/92 spielte König für Blau-Weiß 90 Berlin in der 2. Bundesliga. Von den 32 Punktspielen bestritt er 20 Partien, in denen er als Linksaußenstürmer ohne Torerfolg blieb. Nach Saisonende wurde Blau-Weiß die Lizenz entzogen, der Verein ging in Konkurs. Daraufhin wechselte König zum FC Sachsen Leipzig, mit dem er bis 1995 in der Regionalliga spielte.
Zum 1. Juli 1995 schloss König einen Vertrag mit dem in der 2. Bundesliga spielenden FC Carl Zeiss Jena. Auch in Jena wurde König sofort Stammspieler und bestritt zusammen mit dem späteren Nationalspieler Bernd Schneider im Mittelfeld 28 der 34 Punktspiele. Nachdem König auch 1996/97 mit 25 Punktspieleinsätzen zur Kernmannschaft gehört hatte, wurde er unter dem neuen Trainer Frank Engel zu Beginn der Saison 1997/98 nur noch als Ergänzungsspieler eingesetzt. Am 11. Spieltag, dem 24. Oktober 1997, bestritt König als Einwechselspieler sein letztes Pflichtspiel für den FC Carl Zeiss. Damit war er in Jena auf insgesamt 63 Pflichtspiele mit zwei Toren gekommen, darunter zwei torlose Pokalspiele.
Bereits am 15. November 1997 spielte König in einem Pokalspiel für den Regionalligisten Chemnitzer FC. Anschließend setzte ihn Trainer Christoph Franke konstant in der Meisterschaft ein, sodass König bis zum Saisonende 1997/98 noch auf 14 Punktspieleinsätze kam. Auch in den folgenden Spielzeiten gehörte König zur Stammelf. 1999 erkämpfte er mit den Chemnitzern den Aufstieg in die 2. Bundesliga, in der er in der Saison 1999/2000 noch einmal 27 der 34 Punktspiele absolvierte. Nach 67 Meisterschaftsspielen mit sieben Torerfolgen, zwei Begegnungen in der Aufstiegsrunde sowie sieben Pokalpartien (jeweils ohne Treffer) wechselte König im Sommer 2000 innerhalb von Chemnitz zum damaligen Viertligisten VfB. Nach zwei Jahren beim Motor-„Fritz-Heckert“-Nachfolger beendete König seine sportliche Laufbahn.